# Дуррум-Губла
Дурру́м-Губла́ — дрібний острів в Червоному морі в архіпелазі Дахлак, належить Еритреї, адміністративно відноситься до району Дахлак регіону Семіен-Кей-Бахрі.

## Географія
Розташований за 1,5 км на південний захід від острова Умм-Шора. Має округлу форму діаметром 75 м. Острів облямований кораловими рифами.